# Kyōka Suzuki
Kyōka Suzuki (jap. 鈴木 京香 Suzuki Kyōka; ur. 31 maja 1968 w Sendai) – japońska aktorka.

## Filmografia

### Seriale
- Kohaku (TV Tokyo 2017)
- Pensees (TV Tokyo 2017)
- Warotenka (NHK 2017)
- Sanada-maru (NHK 2016)
- Utsukushiki Mitsu no Uso Heibon (Fuji TV 2016)
- Arechi no Koi (Wowow 2016)
- Dakara Koya (NHK 2015)
- Heisei Sarukani Kassenzu (Wowow 2014)
- Yakou Kanransha (TBS 2013)
- Legal High (Fuji TV 2012) gościnnie
- Higashino Keigo Mysteries (Fuji TV 2012) odc. 11
- Risou no Musuko (NTV 2012) jako Umi Suzuki
- Short Cut (Wowow 2011)
- Natsuko to Tensai Sagishitachi (TV Asahi 2010)
- Second Virgin (NHK 2010) jako Rui Nakamura
- Pandora 2 Kiga Retto jako Yagisawa * Noriko (Wowow 2010)
- SCANDAL jako Takayanagi Takako (TBS 2008)
- Tengoku to Jigoku jako Gondo Reiko (TBS 2007)
- Karei naru Ichizoku jako Takasu Aiko (TBS 2007)
- El Poporazzi ga Yuku!! (NHK 2006)
- Kokoro no Kudakeru Oto (Wowow 2005)
- Toride Naki Mono jako Aizawa Yoko (TV Asahi 2004)
- Shinsengumi jako Oume (NHK 2004)
- Blackjack ni Yoroshiku jako pielęgniarka Akagi Kaori (TBS 2003)
- Netsuretsu Teki Chuuka Hanten jako Tachibana Shiori (Fuji TV 2003)
- Shiritsu Tantei Hama Mike (NTV 2002)
- Hikon Kazoku jako Chikako (Fuji TV 2001)
- Ai Kotoba wa Yuki jako Inuzuka Shino (Fuji TV 2000)
- Aoi Tokugawa Sandai (NHK 2000)
- Africa no Yoru jako Sugitate Yaeko (Fuji TV 1999)
- Kamisan Nanka Kowakunai (TBS 1998)
- Kira Kira Hikaru jako Sugi Yuriko (Fuji TV 1999)
- Kanojo Tachi no Kekkon jako Takahata Kiriko (Fuji TV 1997)
- Only You Aisarete (NTV 1996)
- Koibito Yo jako Shoko (Fuji TV 1995)
- Osama no Restaurant (Fuji TV 1995)
- Gaman Dekinai! (Fuji TV 1995)
- Homura Tatsu (NHK 1993)
- Twins Kyoshi (TV Asahi 1993)
- Kimi no Na wa (NHK 1991)
- Hot Dog (TBS 1990)

### Filmy
- Taberu Onna (2018) jako Mifuyu
- No Yona Mono No Yona Mono (2016)
- Okaasan no Ki (2015) jako Mitsu Tamura
- Until The Day Comes (Sukuitai) (2014) jako Takako Kawashima
- Judge! (2014) jako Haruka Kizawa
- Kiyosu Kaigi (2013)
- Usotsuki mii kun to kowareta maachan (2011)
- Flowers (2010)
- The Unbroken (2009)
- Feel the Wind (2009)
- Sideways (2009)
- Boku to mama no kiiroi jitensha (2009)
- Juryoku Pierrot / Gravity Clown (2009)
- Samurai Gangsters (2008)
- The Magic Hour (2008)
- Argentine Baba (2007)
- Crickets (2006)
- Udon (2006)
- Otoko wa sore wo gaman dekinai (2006)
- Eejanaika nippon miyagi hen kesennuma densetsu (2006)
- Youki na Gang ga Chikyuu wo Mawasu (2006)
- Yamato (2005)
- Misja 1549 (2005)
- Zoo (2005)
- Starlit High Noon (2005)
- Blood and Bones (2004)
- Zebraman (2004)
- ROCKERS (2003)
- Mokuyo kumikyoku (2002)
- Ryoma's Wife, Her Husband and Her Lover (2002)
- Tsuribaka nisshi 13: Hama-chan kiki ippatsu! (2002)
- Vengeance for Sale (2001)
- Satorare (2001)
- Zawa-zawa Shimokita-sawa (2000)
- Keiho (1999)
- Beru epokku (1998)
- Bullet Ballet (1998)
- Rajio no jikan (1997)
- Shin izakaya yurei (1996)
- Kinkyu yobidashi – Emâjenshî kôru (1995)
- 119 (1994)
- Future Memories: Last Christmas (1992)
- Bakayarô! 3: Henna yatsura (1990)
- Gojira Vs Biorante (1989)
- 24 Hour Playboy (1989)